# Plankton y Karen
Sheldon J. Plankton y Karen Plankton son un par de personajes de ficción y los principales antagonistas de la franquicia de Nickelodeon Bob Esponja. Les ponen voz el Mr. Lawrence y Jill Talley, respectivamente. Su primera aparición fue en el episodio «Plancton!», estrenado el 31 de julio de 1999. Fueron creados y diseñados por el biólogo marino y animador Stephen Hillenburg, creador de la serie. Hillenburg les puso ese nombre en honor a su mujer, Karen Hillenburg (de soltera Umland).
Plankton y Karen son el matrimonio propietario del fracasado restaurante Chum Bucket. Plankton es un copépodo cíclope planctónico intelectual y Karen es una supercomputadora impermeable. Plankton comparte rivalidad con Mr. Krabs, dueño del restaurante Krusty Krab, mucho más rentable y que vende una hamburguesa ficticia llamada Cangreburguer. Plankton y Karen idean a menudo planes para robar la receta secreta de la Cangreburger Krusty, pero sus esfuerzos siempre se ven frustrados por Cangrejo y sus empleados.
Los críticos han alabado las voces y los diálogos de los personajes juntos. Comenzaron como personajes secundarios, pero Lawrence desarrolló sus personalidades a lo largo de las primeras temporadas de la serie y acabaron convirtiéndose en los principales antagonistas de la franquicia. Los Plankton tienen un papel central en Bob Esponja: la película, que los ascendió a miembros principales del reparto en sus créditos y en la película de 2015. Plankton y Karen son los protagonistas del largometraje de Netflix Plankton: la película, que se estrenó el 7 de marzo de 2025.

## Plankton

### Papel en la serie
Plankton es el némesis y antiguo mejor amigo de Mr. Krabs. Es el propietario del Chum Bucket, un restaurante de comida rápida situado justo enfrente del restaurante de Cangrejo, el Krusty Krab. El Chum Bucket vende principalmente carnada (cebo compuesto por partes de pescado), que los demás personajes consideran en su mayoría incomestible. Como resultado, su restaurante es un fracaso comercial. El principal objetivo de Plankton en la serie es robar la fórmula secreta de las croquetas de cangrejo para poder venderlas en el Chum Bucket. Sus villanos esfuerzos por conseguirlo son ampliamente conocidos dentro de la serie; su compañero Calamardo Tentáculos se refiere a Plankton como «la cosa más odiada de Fondo de Bikini».
Un chiste recurrente a lo largo de la serie es el hecho de que Plankton es más pequeño que los demás personajes. Se le puede pisar con facilidad y mandarlo volando de vuelta al cubo de carnaza con un simple movimiento del dedo. Su pequeño tamaño le ha llevado a desarrollar un complejo de Napoleón, que en ocasiones se manifiesta como un deseo de dominación mundial. Es un hábil inventor y construye máquinas con regularidad, tanto para ayudarle en sus tramas como para su propio beneficio personal. Aunque utiliza su intelecto para el mal, Plankton no empezó como un científico villano; construyó a Karen, su primer invento, cuando era amigo de Don Cangrejo en primaria, excepto en Plankton: La Película, cuando es hipnotizado (que también se revela que nunca fue capaz de ser hipnotizado), se reveló que hizo a Karen con una calculadora, una bota de ruedas y una patata, pero le dio una actualización en la universidad, con un chip sarcástico, un chip malvado, un chip inteligente y un chip de empatía. Destacado en sus primeras apariciones, el eslogan de Plankton es «¡Fui a la universidad!». También tiene una ameba de mascota llamada Spot, que al principio era un perro guardián, pero más tarde se convirtió en un perro cobrador.
Los papeles de Plankton no son exclusivamente antagónicos. Fuera de los negocios, al menos a veces y sobre todo en los episodios más recientes, parece tener una relación un tanto amistosa con Bob Esponja, a pesar de ser técnicamente archienemigos pero con Bob Esponja intentando mientras tanto ayudar a Plankton a encontrar su bondad o lado bueno, normalmente fracasando por razones obvias. En Bob Esponja: Un héroe fuera del agua, Plankton se alía con Bob Esponja, al principio para protegerse de una turba enfurecida, pero poco a poco se va encariñando con Bob Esponja a lo largo de la película. La película ha sido descrita por The Guardian como una «buddy movie» entre Plankton y Bob Esponja. El creador de la serie, Stephen Hillenburg, consideró a lo largo de los años que Plankton era «más una caricatura de villano» que un personaje verdaderamente malvado.

### Desarrollo
Cuando se estrenó Bob Esponja, Plankton no formaba parte del reparto principal de la serie. El actor de doblaje de Plankton, el Mr. Lawrence, ha declarado que tras producir el episodio de debut de Plankton a finales de los 90, el creador Stephen Hillenburg no estaba seguro de si seguiría utilizando al personaje. Después de grabarlo, Hillenburg no se comprometió y le dijo a Lawrence: «Probablemente haremos otro [episodio de Plankton] el año que viene». Lawrence resumió los orígenes de Plankton en 2015, diciendo que «se suponía que solo iba a estar en uno o dos episodios, pero yo era guionista de la serie y me gustó mucho este personaje». Tras su primera grabación de voz como Plankton, Lawrence redactó algunas de sus propias ideas para el personaje y se las transmitió a Hillenburg. A partir de entonces, Plankton empezó a aparecer con más frecuencia. Lawrence considera la tercera temporada la primera en la que Plankton es un personaje principal.
Durante la producción de las primeras temporadas de Bob Esponja, Lawrence era el único miembro del equipo que escribía premisas y esquemas relacionados con Plankton. En aquel momento, sintió que «tenía que demostrar que Plankton podía sobrevivir como algo más que un personaje de una sola nota». Desde entonces, varios guionistas han escrito para Plankton sin la participación de Lawrence, incluidos los equipos de guionistas responsables de los papeles protagonistas de Plankton en las dos primeras películas de Bob Esponja. Lawrence sigue escribiendo episodios de Plankton, y en 2015 declaró: «No soy solo su voz. Consigo crear cómo se escribe el personaje y cómo evoluciona con el tiempo».
Los bocetos preliminares del diseño de Plankton lo muestran con un traje robótico que lleva incorporado el sistema de Karen; ese traje aún no ha aparecido en la serie. El traje funcionaba como una forma de aumentar la presencia de Plankton, ya que una de las intenciones originales de Hillenburg era que el personaje fuera demasiado pequeño para verlo sin una lupa. A medida que avanzaba la serie, los animadores aumentaron el tamaño de Plankton, pues consideraban que ser microscópico «no favorecía su interacción con otros personajes».

#### Voz

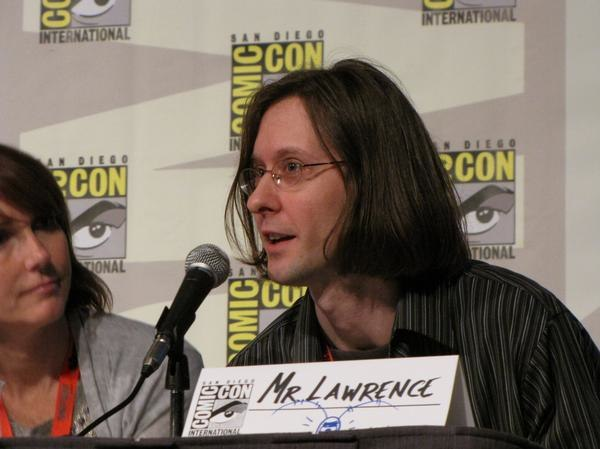
Mr. Lawrence (derecha) y Jill Talley (izquierda), las voces de Plankton y Karen.

La voz de Plankton la pone el guionista y actor Doug Lawrence, normalmente conocido como «Mr. Lawrence». La voz se originó como una imitación de uno de sus amigos del instituto. En televisión, Lawrence utilizó por primera vez esta voz para personajes incidentales en La vida moderna de Rocko. A Tom Kenny, otro actor de doblaje, le pareció divertida y Lawrence decidió utilizarla en las audiciones para Bob Esponja. Lawrence probó inicialmente para el papel de Bob Esponja durante la preproducción de la serie, pero Stephen Hillenburg quería una voz más inocente para el personaje y lo rechazó. Lawrence continuó trabajando en la serie, poniendo voz a personajes secundarios, lo que finalmente le llevó a que le ofrecieran el papel de Plankton en su episodio de debut, «Plankton!». Describe la voz de Plankton como una «combinación de Gregory Peck y Tony the Tiger».
Cuando se propuso «Plankton!» a Nickelodeon, Hillenburg ya había decidido que quería que Lawrence interpretara a Plankton. Sin embargo, los ejecutivos de la cadena querían que una estrella invitada pusiera su voz, ya que sólo iba a aparecer en un episodio. Lawrence mencionó en una entrevista con Thomas F. Wilson, también actor de Bob Esponja, que el estudio dijo, en sus palabras, «"podríamos hacer de dobles. Podríamos ponerle voz a Bruce Willis". Y Steve [Hillenburg] dijo: "Es Doug, ¿no lo oyes? ¡Este es el personaje!"».

### Recepción

#### Respuesta de la crítica
El personaje de Plankton ha recibido una acogida generalmente positiva. En su crítica de la cuarta temporada, Paul Mavis de DVD Talk afirmó que los espectadores adultos probablemente encontrarían a Plankton más divertido que los demás, alabando su voz «hilarantemente estentórea». En su crítica del episodio de la sexta temporada «The Clash of Triton», Mavis calificó a Plankton como «el único personaje secundario de Bob Esponja que puede [con éxito] anclar su propio corto». Bettijane Levine de Los Angeles Times valoró positivamente el retrato de Plankton, calificándolo de conmovedor más que de genuinamente inmoral, y lo describió como un «mezquino de pueblo... pero mezquino es diferente de malvado. No hay maldad, ni siquiera una sensación de amenaza, en el mundo empapado y seguro de Bob Esponja». Ann Hagman Cardinal de Blogcritics alabó al personaje, preguntando retóricamente en una crítica de 2007: «¿a quién no le hace cosquillas el Plankton de mandíbula apretada y voz de Kirk Douglas con sus malvados planes propios del cine mudo para robar la receta secreta de la Cangreburger?». El escritor de Boston.com Jamie Loftus tenía sentimientos encontrados sobre Plankton en un artículo de 2015, afirmando que aunque «casi todos los episodios protagonizados por el pequeño supervillano Plankton son muy formulistas», nunca «envejece».
James Poniewozik de la revista Time hizo un comentario sobre Plankton en un artículo de 2001. Señaló que «a nadie le parece extraño que el villano de la ciudad, el megalómano Plankton, sea un organismo unicelular» como parte de la atmósfera «colorista y bobalicona» del programa. En un artículo para The A.V. Club, Zack Handlen afirmaba que «el humor de Plankton proviene de cómo sus ambiciones operativas se ven constantemente frustradas por un niño ingenuo y confiado». En 2015, Hillary Busis de Entertainment Weekly nombró a Plankton uno de los personajes más enrevesados de la televisión, añadiendo en su comentario que está «locutado a la perversa perfección por Doug Lawrence». José Antonio Gómez Marín de El Mundo comparó favorablemente los planes de Plankton con los relatos de Georges Simenon en un artículo de 2013.
En su libro de 2011 SpongeBob SquarePants and Philosophy, el politólogo Joseph J. Foy sostiene que «Plankton puede ser en realidad el héroe olvidado de la serie, y Bob Esponja el verdadero villano». Compara al personaje con el Übermensch nietzscheano, tomando nota de su superioridad mental en comparación con los demás personajes de la serie, y cuestiona cómo Plankton sólo es «juzgado como malo porque, por muchas cosas grandes que consiga, sus intenciones se consideran innobles». Foy concluye su análisis criticando el hecho de que «se alabe a Bob Esponja como noble por intentar frenar a Plankton».

## Karen

### Papel en la serie
Plankton está casado con una computadora impermeable llamada Karen, que también es su compañera y mejor amiga. A menudo se refieren a ella como la esposa de Plankton, pero según Plankton, WIFE es un acrónimo que significa «Electroencefalógrafo Femenino Integrado Cableado». Karen es un invento del propio Plankton, ensamblado a partir de una calculadora y un montón de cables. Ella fue el primer invento de Plankton cuando estaba en primaria, y salieron juntos antes de que él se convirtiera en malvado. Su sistema está integrado en la mayoría de las máquinas de Plankton (incluido el propio Cubo de Carnada) para que ella y Plankton puedan comunicarse mientras éste se encuentra en una misión. Es un UNIVAC Mark II Surplus con 256 gigabytes de memoria de acceso aleatorio.
Karen acepta varios trabajos en el Chum Bucket, como camarera, cocinera y cajera; rara vez tiene que cumplirlos debido a la impopularidad del restaurante. También tiende a centrarse más que Plankton en la misión principal de robar la fórmula de Cangrejo. Karen le recuerda a menudo que no se desvíe de su tarea y le anima a seguir adelante cuando pierde la confianza. Como carece de corazón, Karen suele ser incapaz de sentir empatía por la gente que la rodea. Sin embargo, sus interacciones no se limitan a ayudar a Plankton; es amiga de Arenita Mejillas, que también es inteligente y se interesa por la ciencia.
Karen es más competente que Plankton en la formulación de planes para robar la receta de las Cangreburguers. La mayoría de sus planes efectivos han surgido de Karen, incluido el «Plan Z» —el único plan que ha conseguido que Plankton robe la fórmula y la utilice en su beneficio— en Bob Esponja: la película. Sin embargo, él suele atribuirse el mérito, para consternación de ella. Karen ha robado sin esfuerzo la fórmula de Cangrejo sin la ayuda de Plankton en muchas ocasiones, pero su marido siempre se interpone inadvertidamente. Debido a sus comportamientos opuestos, Plankton y Karen tienen tendencia a discutir. Tom Kenny, el actor de voz de Bob Esponja, ha calificado su matrimonio de «Como Honeymooners».
Como ordenador en el fondo del océano, la capacidad de Karen para funcionar bajo el agua no se ha explicado en ninguno de los episodios de la serie. Tom Kenny abordó este tema en una entrevista de 2004 con Associated Press, afirmando que la funcionalidad de Karen es un aspecto de Bob Esponja que «no hay que preguntarse por qué» y que «la lógica no tiene cabida» en el universo de la serie.

### Desarrollo
Karen también fue creada por Stephen Hillenburg, que bautizó al personaje en honor a su esposa, Karen Hillenburg (de soltera Umland). Hillenburg diseñó inicialmente un laboratorio para Plankton con el fin de transmitir las habilidades tecnológicas del personaje, lo que llevó al desarrollo de Karen como sistema informático central de su laboratorio. Al igual que Plankton, inicialmente no estaba pensada para ser un personaje principal; su papel en la serie fue creciendo a medida que Lawrence escribía ideas para dar más personalidad a los Plankton. A lo largo de la primera y segunda temporadas de la serie, Karen no se define como la esposa de Plankton; la biografía oficial de Plankton del año 2000 simplemente afirma que trabaja «con la ayuda de su ordenador, Karen».
En el estreno de la tercera temporada de la serie, «The Algae's Always Greener», de 2002, Plankton se refiere por primera vez a Karen como su esposa. Aspectos de su matrimonio, como su aniversario y su luna de miel, se han convertido desde entonces en el centro frecuente de los episodios. En los primeros episodios, Karen siempre se muestra comprensiva y amistosa con su marido. A medida que avanza la serie, se vuelve más cínica y sarcástica debido a la implacable obsesión de Plankton con la fórmula de la Cangreburguer.
Muchos episodios escritos por Lawrence desarrollan y exploran la relación entre Karen y su marido. Lawrence ha declarado que siente que Karen hace que los episodios centrados en Plankton tengan más humor y que su presencia ayuda a retratarlo como un personaje multidimensional. En una entrevista de 2009 con Andy Goodman, dijo: «Quiero más Karen en la serie .... La vida conyugal de un genio del mal es lo más divertido para mí, así que en ese sentido [Karen] definitivamente mejora las historias de Plankton, convirtiéndolo en algo más que el típico chico malo».
Durante las tres primeras temporadas, Karen solía aparecer como un gran monitor azul en el laboratorio de Chum Bucket; otras veces, sólo se oye su voz desde el interior de las creaciones robóticas de Plankton. Cuando Karen fue ascendida a personaje principal en Bob Esponja: la película, se introdujo una unidad móvil para que pudiera interactuar más fácilmente con otros personajes. El showrunner Vincent Waller declaró que la unidad móvil se introdujo porque tener a Karen capaz de moverse era más conveniente para los propósitos de la historia. Karen alterna entre sus múltiples formas en la mayoría de los episodios producidos después de la película. A partir de la décima temporada, su monitor de pared ya no se utiliza y su forma móvil siempre está equipada con un par de brazos robóticos.

#### Voz
La voz de Karen la pone la actriz estadounidense Jill Talley, casada con el actor de doblaje de Bob Esponja, Tom Kenny. Talley, natural de Chicago, utiliza un acento del Medio Oeste para el personaje. Cuando Karen habla, los ingenieros de sonido de la serie mezclan su voz con efectos electrónicos para crear un sonido robótico. Su voz, más monótona en episodios anteriores, ha sido descrita como «inexpresiva» por Associated Press. Algunas de las conversaciones de Karen con Plankton son improvisadas entre Talley y Lawrence. Este último describió esta improvisación como su «parte favorita del doblaje» en 2009. En una entrevista de 2012, añadió: «Siempre disfruto de las idas y venidas. [Talley y yo] empezamos a solaparnos tanto hablando el uno con el otro que [los directores de doblaje] tienen que decirnos: "¡Eh, dejad de hacer eso, separad lo que estáis diciendo!"». Lawrence también cree que poner voz a los personajes durante tanto tiempo ha forjado una estrecha relación entre los dos actores. Sobre el tema, dijo: «Este matrimonio televisivo que tenemos, todo el mundo sabe que estamos casados... Empezamos a ser un matrimonio [cuando grabamos]».

### Recepción

#### Respuesta de la crítica
En general, Karen ha recibido reacciones positivas de la crítica. En 2010, Paul Mavis de DVD Talk elogió el diálogo entre Karen y Plankton y afirmó que ambos «podrían tener su propia comedia». Sandie Angulo Chen de Common Sense Media alabó la cantidad de tiempo en pantalla dedicado a Karen en La esponja fuera del agua, calificándola de «divertidísima». En 2015, Jamie Loftus de Boston.com citó a Karen como su razón para nombrar «Welcome to the Chum Bucket» de 2002 como uno de los dieciséis mejores episodios de Bob Esponja. Ryan Lufkin de Gizmodo escribió en 2016 que la «rareza a nivel de los 90» de Bob Esponja queda demostrada con personajes como Plankton y Karen.
En un análisis de cómo ha cambiado la serie a lo largo de su historia, Channel Frederator argumentó que los personajes principales de Bob Esponja —específicamente Arenita, Patricio, Mr. Krabs, Calamardo y Karen— han pasado de ser multidimensionales a depender de rasgos individuales. Según este punto de vista, «Karen es ahora una gruñona en toda regla» en los nuevos episodios.  Este aspecto del personaje de Karen también ha sido criticado por el autor Joseph J. Foy en su libro SpongeBob SquarePants and Philosophy. Considera este tropo uno de los varios estereotipos dañinos presentes en el programa, escribiendo que «el motivo de la esposa regañona es sin duda un tema digno de disección al tratar con un público joven, junto con la hija adolescente malcriada [Pearl] y el mejor amigo estúpido Patricio».
El ensayista Dennis Hans se burló de la polémica sobre la sexualidad de Bob Esponja y escribió en 2005 un artículo satírico para el National Catholic Reporter centrado en el matrimonio de Plankton y Karen. Comentaba, en broma, que la orientación sexual de Bob Esponja era un tema menor comparado con la representación positiva de la «tecnosexualidad» de Plankton. Hans identificó casos en los que ambos Plankton aparecían como una pareja cariñosa y bromeó: «el mensaje subliminal de los insidiosos creadores de Bob Esponja ... [es que] el estilo de vida tecnosexual significa unirte para siempre a tu único y verdadero amor».

## En otros medios

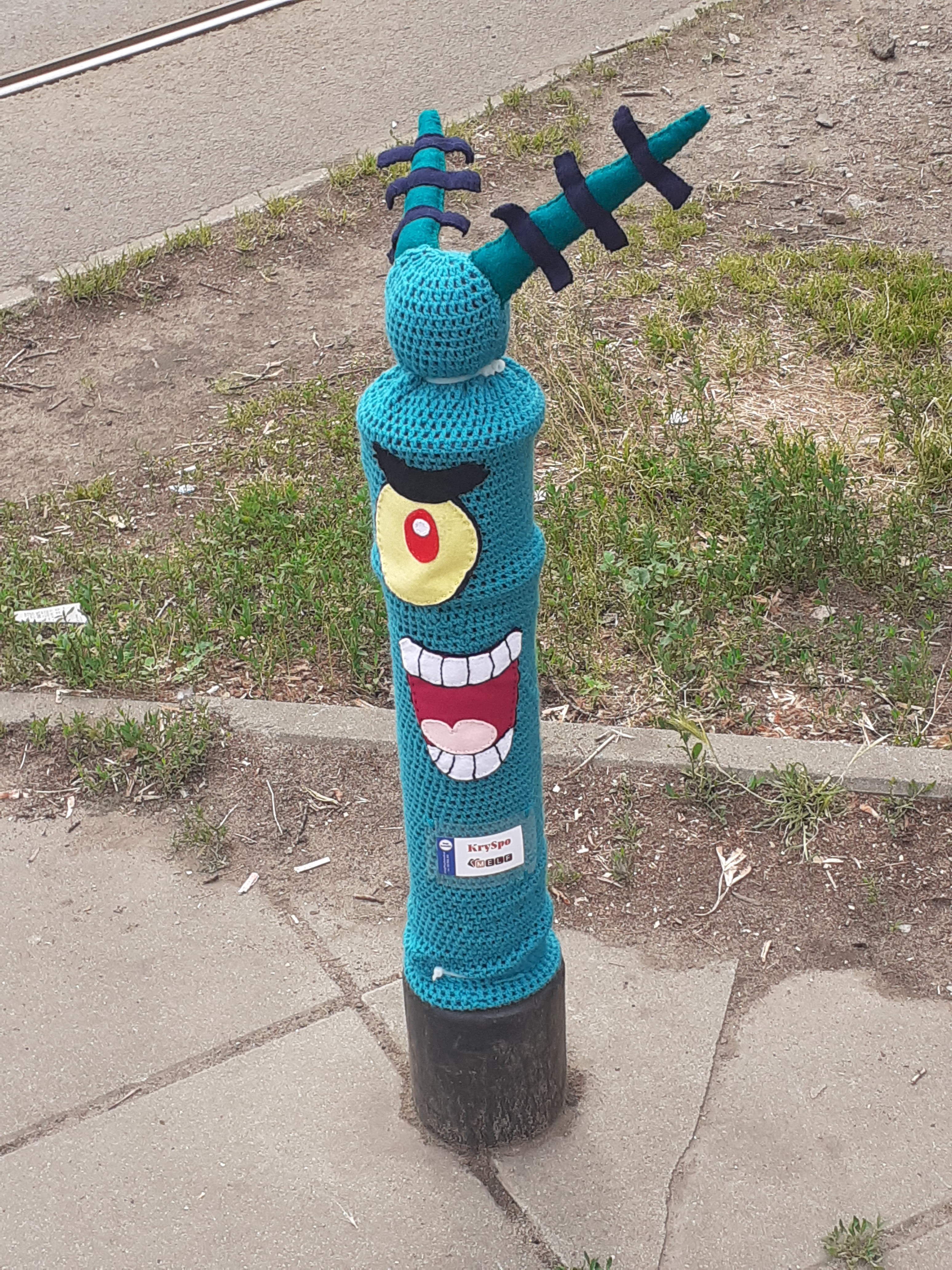
Sheldon J. Plankton en Varsovia

Plankton y Karen han aparecido en diversos productos de Bob Esponja, como videojuegos y figuras de acción. En 2006, Beanie Babies de Ty Inc. presentó un peluche basado en Plankton. En 2007 salió a la venta un juego de construcción de Lego basado en el Cubo de Carnada, que incluía una minifigura de Plankton y su laboratorio con Karen. El decimocuarto número de SpongeBob Comics, titulado «Plankton Comics», se centra en los Plankton e incluye seis historias originales ambientadas en el Chum Bucket. El videojuego de 2013 Plankton's Robotic Revenge está ambientado en Plankton y cuenta con Lawrence y Jill Talley que retoman sus papeles de Plankton y Karen.
Plankton y Karen aparecen en varias obras cruzadas de Nickelodeon, como el juego de 2005 Nicktoons Unite! su secuela Nicktoons: Globs of Doom, y el juego de lucha de 2023 Nickelodeon All-Star Brawl 2. Los tres juegos incluyen el cubo de carnaza como escenario del juego y, en los dos últimos, Plankton es un personaje del jugador. Además, tanto Plankton como Karen son mencionados por Eric Lange (como su personaje Sikowitz) en «Tori Goes Platinum», un episodio de la comedia de Nickelodeon Victorious.
El evento «SpongeBob ParadePants» de Sea World Australia, inaugurado en diciembre de 2011, incluía una carroza con Karen y un Plancton parlante. En 2015, se construyó una recreación del laboratorio de Plancton para un evento de Bob Esponja en el Chiang Kai-shek Memorial Hall del distrito de Zhongzheng, Taipéi. Incluía una réplica del monitor de Karen, que funcionaba como televisor y proyectaba episodios de Bob Esponja, y una estatua en miniatura de Plankton.
La canción de The Flaming Lips «SpongeBob and Patrick Confront the Psychic Wall of Energy», grabada para Bob Esponja: la película, termina con varias líneas sobre Plankton y Karen. La canción caracteriza a Plankton como un confundido buscador de fallos que sería mucho más feliz si dejara de centrarse en sus fracasos y de quejarse a Karen. Plankton canta un tema en el álbum de novedades The Best Day Ever titulado «You Will Obey», en el que el antiguo guitarrista de Elvis Presley, James Burton, tocaba la guitarra. Sobre el álbum, Tom Kenny dijo que «uno de nuestros huevos de Pascua ocultos que esperamos que más de tres personas en el mundo consigan es durante el solo de guitarra cuando Plankton dice «Take it, James», que era lo que Elvis decía en cada una de esas películas de conciertos». El compositor de cine John Debney produjo la música del tema de Plankton para la segunda película de Bob Esponja, utilizando trombones. La banda sonora de la película incluye varios temas que llevan el nombre de Plankton, entre ellos «Plankton Rescues Karen», que se utiliza durante una escena en la que se destaca la cooperación de Plankton con el héroe Bob Esponja. Plankton y Karen son los principales antagonistas de la adaptación de Broadway. Fueron retratados por Wesley Taylor y Stephanie Hsu.